# Интерлеукин 11
Интерлеукин 11 (ИЛ-11) је протеин који је код људи кодиран ИЛ11 геном.
ИЛ-11 је мултифункционални цитокин који је прво изолован 1990. године из кичмене мождине-изведених стромалних ћелија. Он је кључни регулатор of више евената хематопоезе, поготову стимулације сазревања мегакариоцита. Он је исто познат под именима инхибиторни фактор адипогенезе (АГИФ) и опрелвекин.
У поређењу са другим интерлеукинима, ИЛ-11 је релативно слабо карактерисан.

## Структура
Људски ИЛ-11 ген, који садржи 5 ексона и 4 интрона, је лоциран на хромозому 19, и кодира 23 kDa протеин. ИЛ-11 is је члан ИЛ-6 цитокинске фамилије, која је особена по употреби заједничког корецептора гп130. Сигнал специфичност даје ИЛ-11Р алфа подјединица.

## Сигнализација
Пренос сигнала се иницира након ИЛ-11 везивања за ИЛ-11Р алфа и гп130, што омогућава хомодимеризацију гп130 молекула. Ово омогућава гп130-асоцираној ЈАК кинази да се активира и да фосфорилише интрацелуларне тирозинове остатке на гп130.

## Функција
За ИЛ-11 је било показано да побољшава опоравак тромбоцита након хемотерапијом-узроковане тромбоцитопеније, индуцира акутну фазу протеина, модулира антиген-антитело одзив, учествује у регулацији пролиферације и диференцијације коштаних ћелија, и можда може бити коришћен као терапеутик за остеопорозу. ИЛ-11 стимулише раст одређених лимфоцита, и у моделу на глодарима, стимулише повећање кортикалне дебљине и јачање дугачких костију. Поред тога што има лимфопоетске/хематопоетске и остеотрофске особине, он функционише у многим другим ткивима, укључујући мозак, црева и тестисе.